# Otrupkowate

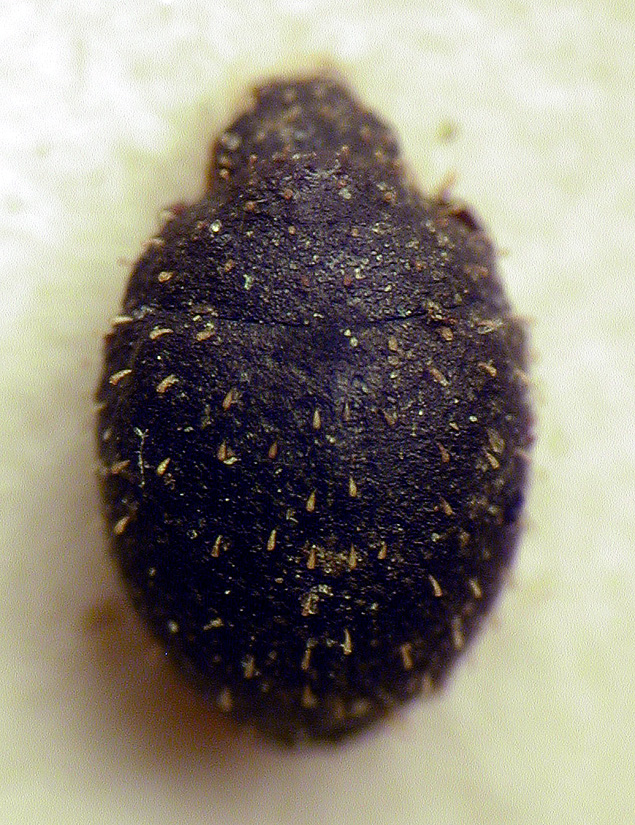
Chaetophora spinosa

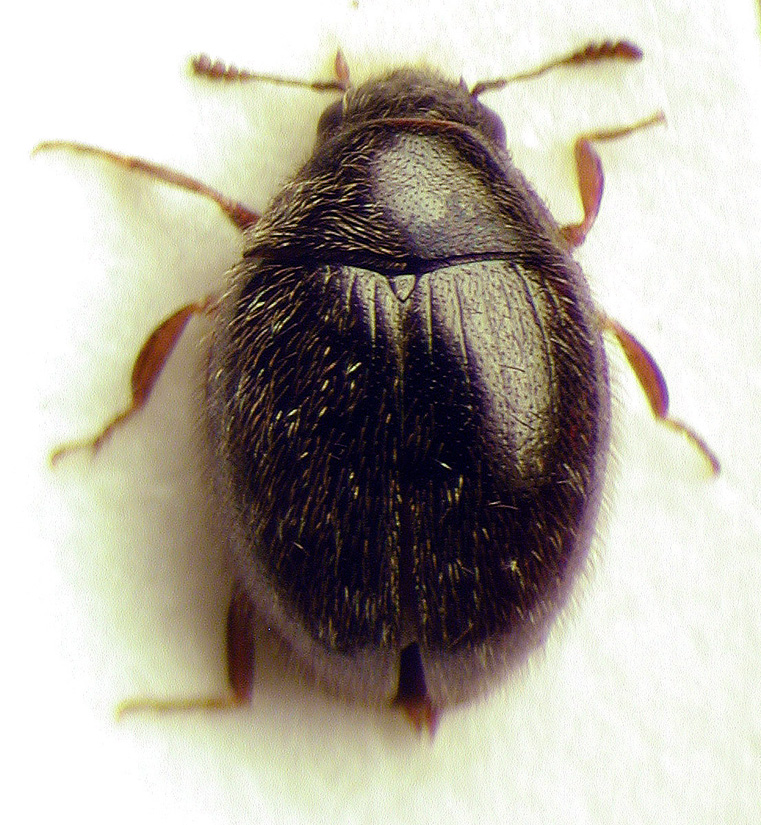
Simplocaria semistriata

Otrupkowate (Byrrhidae) – rodzina chrząszczy z podrzędu wielożernych, serii (infrarzędu) sprężykokształtnych (Elateriformia) i nadrodziny otrupków (Byrrhoidea).

## Taksonomia
Rodzina opisana została w 1804 roku przez Pierre’a-André Latreille’a. W 1859 roku Carl Gustaf Thomson połączył otrupkowate ze skałubnikowatymi (Nosodendridae) i skórnikowatymi (Dermestidae) w grupę Brachymera, wchodzącą w skład Diversicornia. Obecnie zaliczane są jednak do Elateriformia.

## Opis
Należą tu chrząszcze drobne oraz średniej wielkości (do 13 mm). Ciało mają silnie wypukłe i jajowate w obrysie. Czułki 11-członowe z buławką. Warga górna dobrze widoczna. Przedplecze punktowane, o krawędzi tylnej łukowatej. Stopy zwykle pięcio-, rzadko czteroczłonowe. Uda i golenie na ogół silnie spłaszczone.

## Rozprzestrzenienie
Przedstawiciele rodziny zasiedlają Holarktykę, krainę orientalną i krainę australijską.
W Polsce występują 24 gatunki.

## Systematyka
W obrębie otrupkowatych wyróżnia się 3 podrodziny i 7 plemion:
- Byrrhinae Latreille, 1804
  - Byrrhini Latreille, 1804
  - Exomellini Casey, 1914
  - Morychini El Moursy, 1961
  - Pedilophorini Casey, 1912
  - Simplocariini Mulsant et Rey, 1869
- Syncalyptinae Mulsant et Rey, 1869
  - Microchaetini Paulus, 1973
  - Syncalyptini Mulsant et Rey, 1869
- Amphicyrtinae LeConte, 1861